# Ketelhuis (gebouw)
Een ketelhuis is een gebouw waarin door verbranding van kolen, olie, gas of andere brandstoffen stoom wordt opgewekt om te dienen voor de aandrijving van machines en/of om warmte te leveren voor een bedrijfsproces, dan wel voor warmtedistributie, zoals stadsverwarming. De benaming "ketelhuis" is ontleend aan de stoomketels die gebruikt werden om water tot stoom te verhitten. Een andere aanduiding is "stookhuis", maar dat heeft meerdere betekenissen.

## Geschiedenis
De uitvinding van de stoommachine maakte de industriële revolutie mogelijk doordat hiermee veel meer energie beschikbaar kwam voor het aandrijven van machines dan tot dan toe door middel van mens-, paarden-, wind- of waterkracht tot de mogelijkheden behoorde. Dit leidde tot een schaalvergroting van de industrie en tot steeds grotere fabriekscomplexen. In die tijd, dat wil zeggen eind 18e eeuw in Engeland en begin 19e eeuw in de rest van Europa, beschikte men nog niet over distributienetwerken zoals die nu bestaan voor gas, water, elektriciteit en warmte. Dat betekende dat het noodzakelijk was de stoom op te wekken dicht bij de plaats waar die gebruikt werd. Omdat het stoken van stoomketels op kolen gepaard ging met stofvorming en risico's van brand of ontploffing werd deze activiteit meestal in een afzonderlijk gebouw ondergebracht.
Voor stadsverwarming wordt meestal gebruikgemaakt van de restwarmte van elektriciteitscentrales en industrie. Waar die warmte niet of nog niet beschikbaar is komt ook voor dat een ketelhuis uitsluitend gebruikt wordt voor de opwekking van warmte en warm water. Voorbeelden zijn de tijdelijke (mobiele) centrales die gebruikt worden bij nieuwbouwwijken ter overbrugging van de periode tot de aansluiting op de stadsverwarming uit de elektriciteitscentrale, maar ook voor permanent gebruik, zoals het ketelhuis voor de stadsverwarming in de wijk Aldenhof in Nijmegen. Bij de aanleg van de wijk in 1966 werd gekozen voor centrale wijkverwarming. Dit gaf evenwel veel problemen en is na enige jaren afgesloten. Het ketelhuis werd omgevormd tot kantoor, maar de schoorsteen is als gedenkteken behouden en markeert de ingang van Aldenhof.

## Galerij

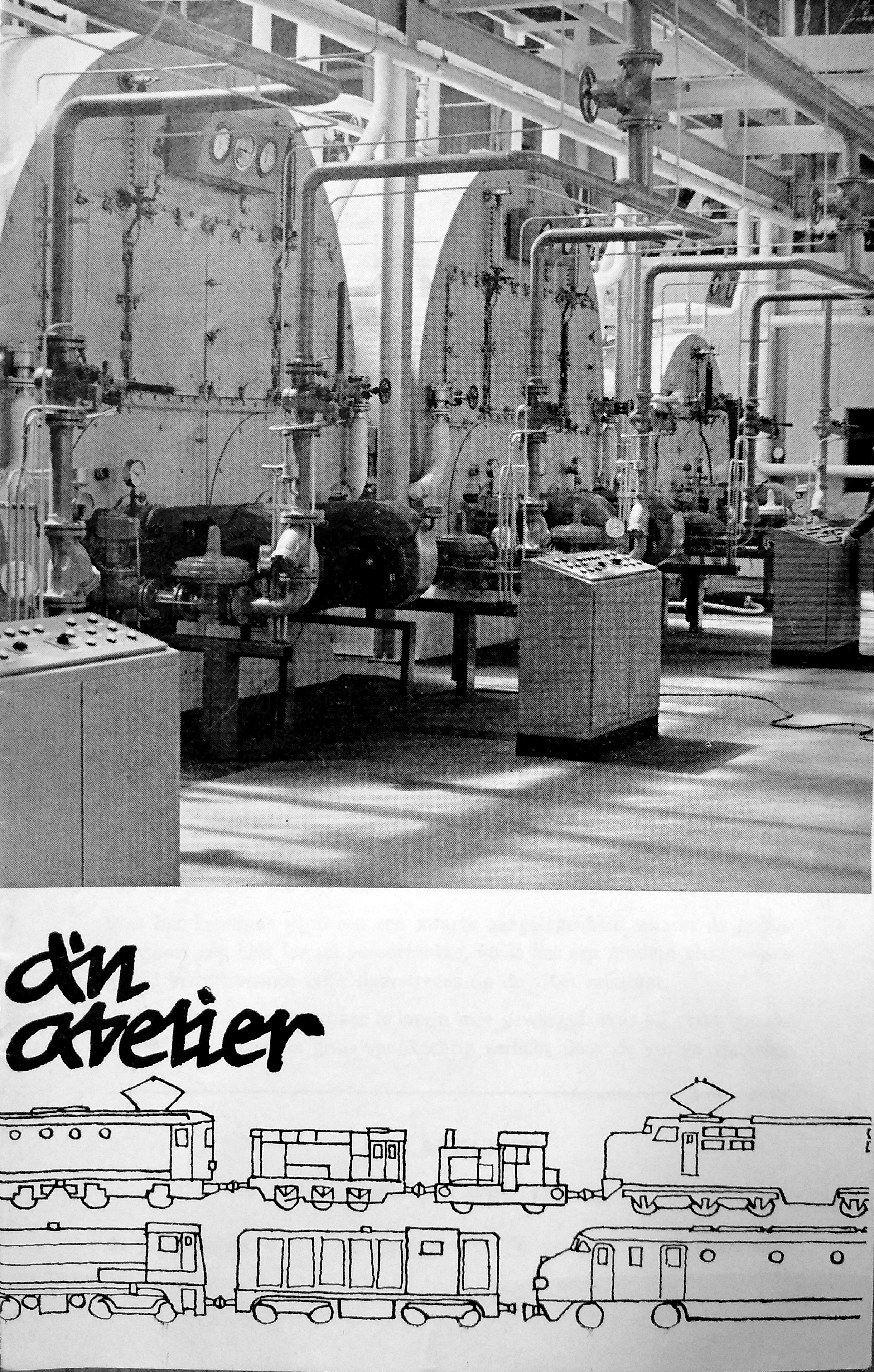
Ketelhuis van D'n Atelier, NS-Hoofdwerkplaats Tilburg (foto 1970)
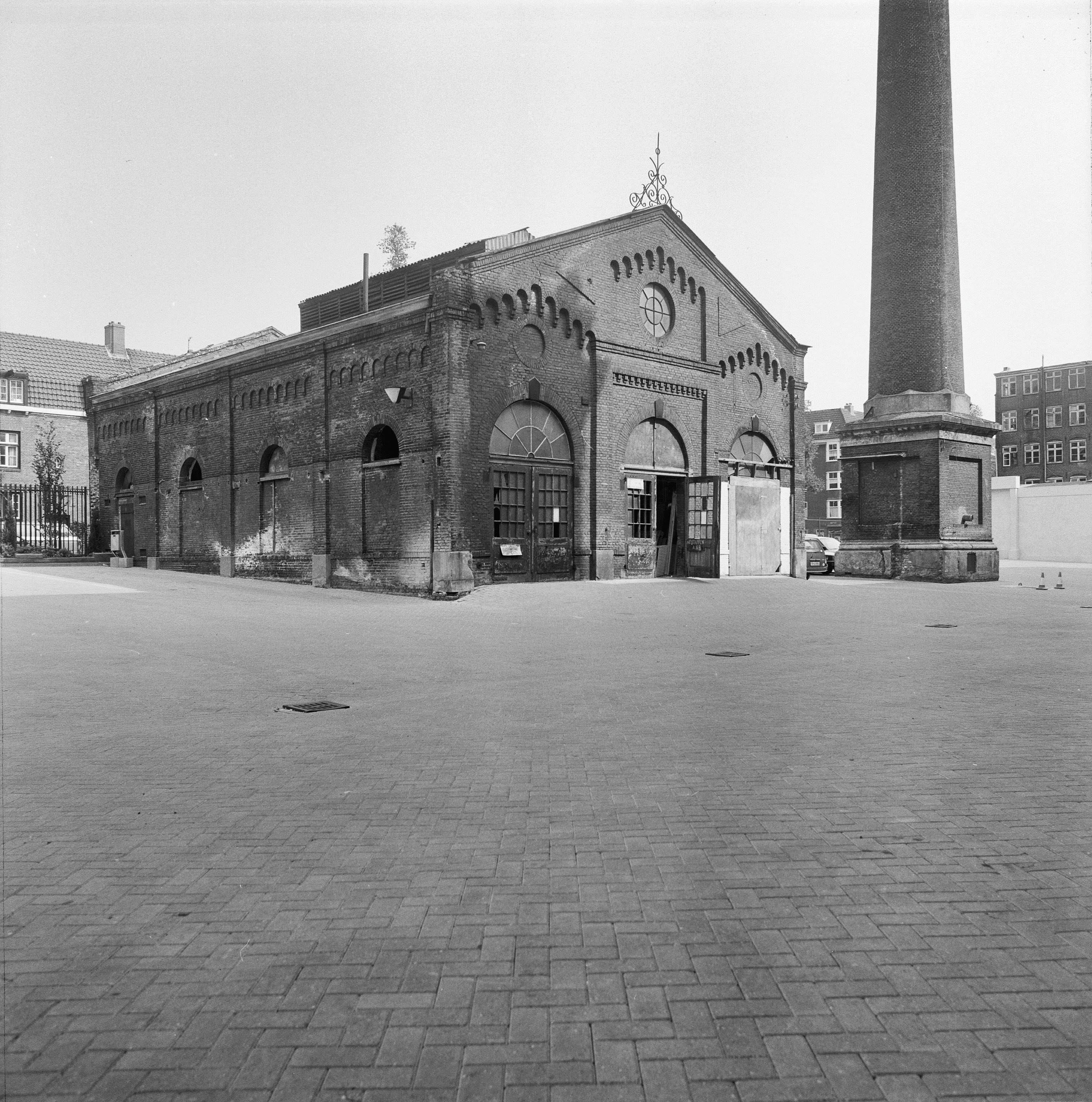
Exterieur ketelhuis BOAS Diamantfabriek, Amsterdam (foto 1990)
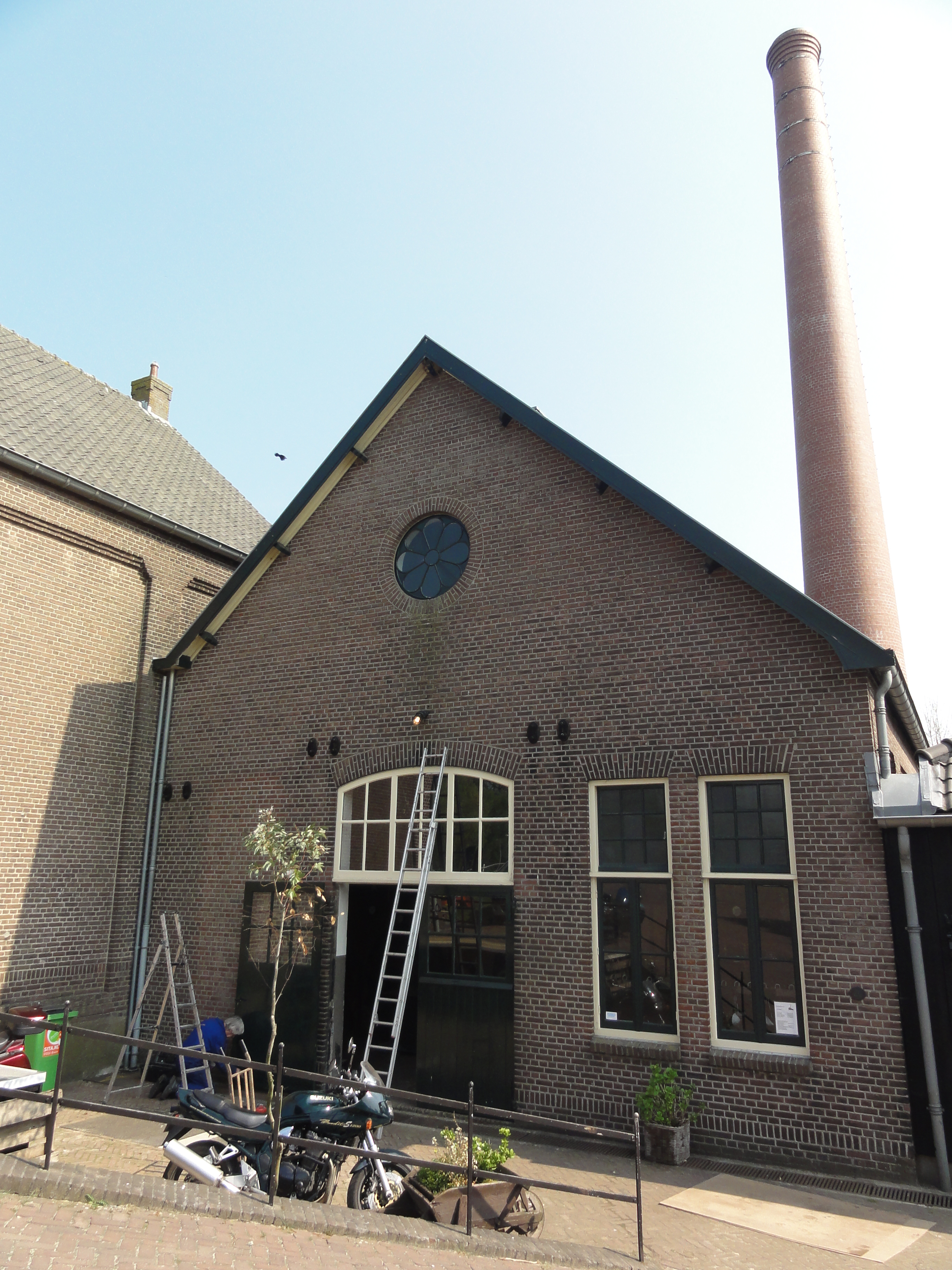
Ketelhuis van stoomgemaal De Tuut bij Appeltern
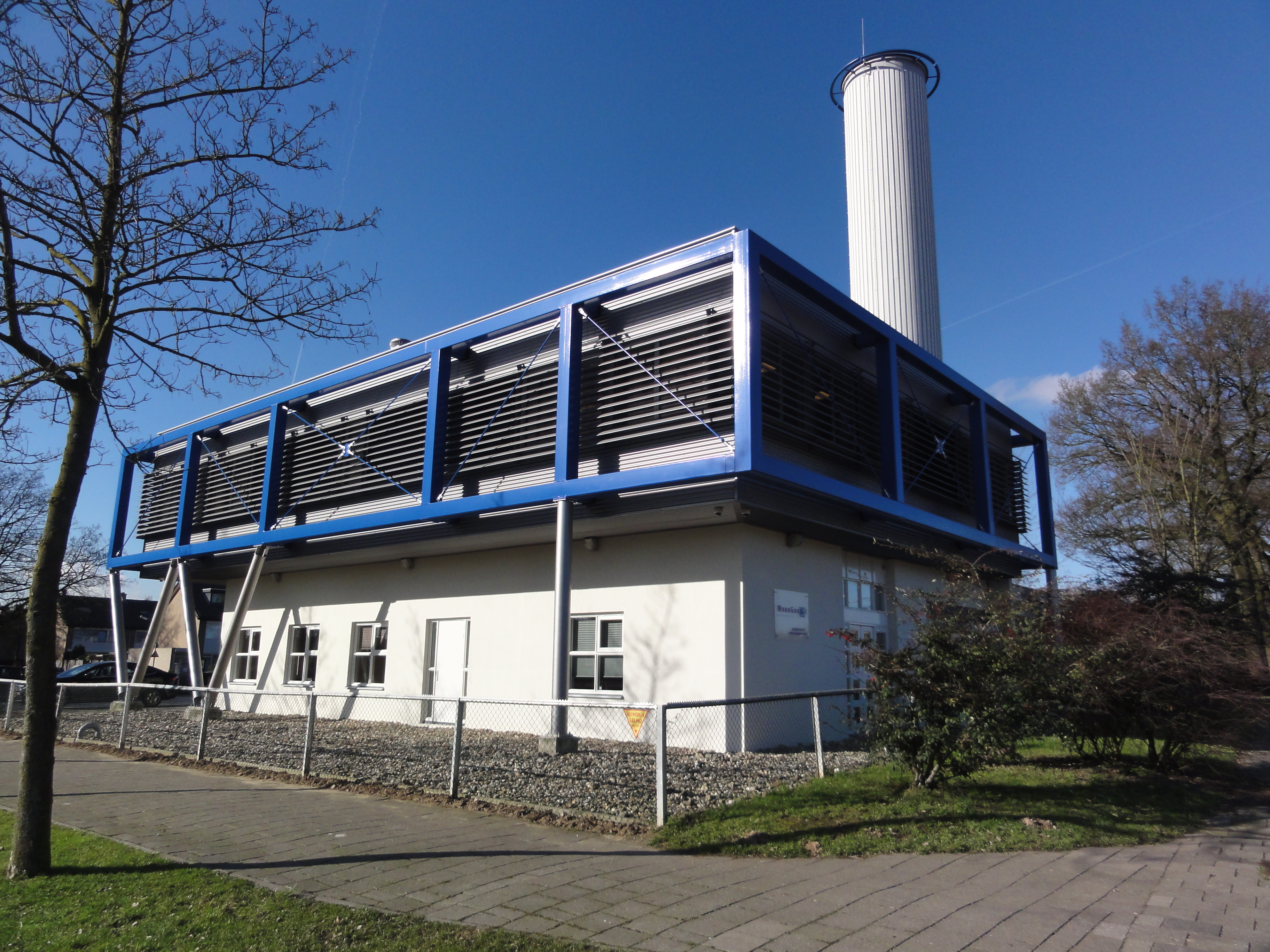
Voormalig ketelhuis voor stadsverwarming te Nijmegen
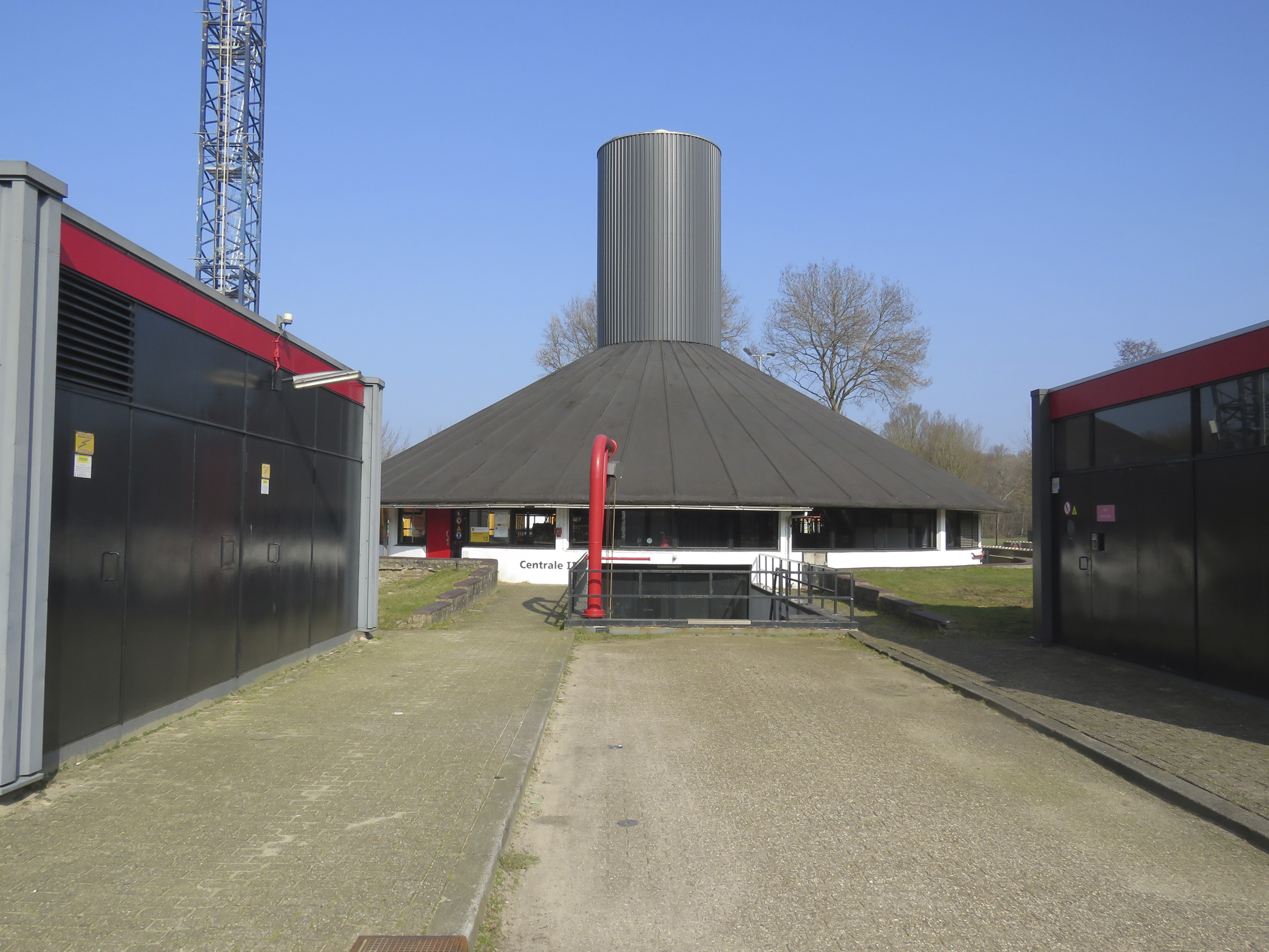
Stookhuizen I/II, Princetonlaan Utrecht Science Park